# Öxabäck IF
Der Öxabäck IF ist ein schwedischer Fußballverein in Öxabäck in der Gemeinde Mark. Der Verein, der zeitweise unter dem Namen Öxabäck/Mark IF antrat, ist vor allem für seine Frauenfußballmannschaft bekannt, die mehrfach schwedischer Meister wurde. 1999 musste diese aufgelöst werden. Die noch existierende Männermannschaft spielte bis dato nur im unterklassigen Amateurbereich.

## Geschichte
Öxabäck IF gründete sich 1931. 1966 entstand beim Verein die Frauenfußballabteilung, die damit eine der ersten Mannschaften Schwedens war. Als zwei Jahre später in der Västergötlands damfotbollsserie der Ligaspielbetrieb aufgenommen wurde, gehörte sie zu den Gründungsmitgliedern und gewann die Regionalserie bis zu deren Einstellung 1974 siebenmal in Folge.
Im Oktober 1972 gewann die Frauenmannschaft von Öxabäck IF die erste, noch inoffiziell ausgetragene Landesmeisterschaft und konnte im folgenden Jahr den Titel der mittlerweile offiziell ausgetragenen Meisterschaft verteidigen. In den folgenden Jahren gehörte sie regelmäßig zu den Spitzenmannschaften und erreichte mehrfach die Endspiele um den Meistertitel. Neben dem Titelgewinn 1973 gelangen 1975, 1978, 1983 und 1987 weitere Meisterschaften. Als amtierender Meister qualifizierte sich Öxabäck IF 1988 für die neu eingeführte Damallsvenskan als landesweit einheitlicher höchster Spielklasse. In der ersten Spielzeit erreichte sie den ersten Tabellenplatz und schlug in den Endspielen der anschließenden Play-off-Runde Jitex BK und wurde somit erster Meister der Liga. Nachdem sie sich Anfang der 1990er Jahre noch im vorderen Bereich etablieren konnte, spielte die Mannschaft ab Mitte der Hälfte des Jahrzehnts gegen den Abstieg. 1998 wurde der Klassenerhalt verpasst, so dass in der Folge viele Spielerinnen den Verein verließen. Aufgrund einer hohen Verschuldung meldete sich die Mannschaft nach Ende der Zweitligaspielzeit 1999 vom Spielbetrieb ab.
Im Gegensatz zur Frauenmannschaft konnte die Männermannschaft bisher nicht überregional auf sich aufmerksam machen und spielte vor allem im unterklassigen Amateurbereich.

## Erfolge
- Schwedische Meisterschaft: 1972, 1973, 1975, 1978, 1983, 1987, 1988
- Schwedischer Landespokal: 1985, 1986, 1987, 1988, 1989, 1991

## Bekannte Spielerinnen
Als einer der erfolgreichsten Vereine des schwedischen Frauenfußballs brachte der Klub einige Nationalspielerinnen hervor.
| - Karin Åhman-Svensson (53 Länderspiele) - Anneli Andelén (88 Länderspiele) - Eva Andersson (36 Länderspiele) - Kristin Bengtsson (82 Länderspiele) - Marie Karlsson (51 Länderspiele) | - Ann-Kristin Lindqvist (28 Länderspiele) - Åsa Persson (5 Länderspiele) - Marina Persson (15 Länderspiele) - Camilla Svensson (23 Länderspiele) - Lena Videkull (111 Länderspiele) |